# 奇异珠母贝
奇异珠母贝（学名：Pteria admirabilis），是莺蛤目莺蛤科莺蛤属的一种。主要分布于中国大陆，常栖息在潮间带低潮线，以足丝附着于岩石、珊瑚礁或贝壳上。